# Scuderia Toro Rosso
Scuderia Toro Rosso (STR), más conocida simplemente como Toro Rosso, fue una escudería de Fórmula 1 creada a finales de 2005, después de la compra de la escudería Minardi por parte de Red Bull. Actuó como equipo filial del equipo Red Bull Racing, formando jóvenes promesas para dar el salto a la escudería «madre». Para el año 2020 la escudería cambió su nombre a Scuderia AlphaTauri.
Solo Sébastien Bourdais compitió con Toro Rosso sin formar parte del programa de jóvenes pilotos de Red Bull. En palabras de su jefe de equipo Franz Tost, Toro Rosso es la expresión de «juventud, energía, dinamismo y agresividad», lo que abarca el llevar a nuevos pilotos a la F1. Su sede radica en Faenza, Italia; pero trabajan con un túnel de viento situado en Bicester, Inglaterra.

## Historia

### Origen del equipo
El nombre «Scuderia Toro Rosso» es la traducción al italiano del término inglés Red Bull Team, y fue llamado así en alusión a su principal propietario, el fabricante de bebidas Red Bull. Antes de darle ese nombre definitivo, se barajaron otras opciones como Squadra Toro Rosso o Red Bull Junior. El equipo nace de la compra del equipo Minardi, después de que Red Bull Racing comprase el equipo a Paul Stoddart a finales del año 2005. Toro Rosso ha participado en la Fórmula 1 desde la temporada 2006, con Red Bull como «primer equipo». Toro Rosso nace con la idea de ampliar la cantera de su escudería homónima, Red Bull Racing, y así dar una oportunidad en la F1 a pilotos jóvenes que despuntan desde categorías inferiores.
En febrero de 2006, el expiloto de Ferrari y exdirectivo de BMW Gerhard Berger realizó una transacción con Red Bull por la que él se convirtió en copropietario y administrador del equipo. Berger devolvió sus acciones a Red Bull en noviembre de 2008, abandonando así el equipo, por considerar que en el futuro no iba a progresar más.
A partir del 2010, con la nueva reglamentación, los equipos no pueden transferir su chasis a otro equipo, con lo cual Toro Rosso ya no pudo seguir utilizando los chasis de Red Bull, como hacía hasta la fecha, sino que tuvo que crear su propia carrocería.

### Temporada 2006: debut y primer punto

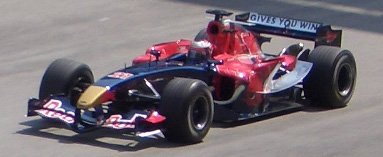
Scott Speed en el Gran Premio de Malasia de 2006.

Para su temporada de debut, el equipo usó motores V10 de Cosworth limitados de revoluciones, además del chasis del equipo Red Bull Racing del año 2005 con nuevas modificaciones, renombrándolo como Toro Rosso STR1. Además, usó neumáticos Michelin. La elección del motor trajo polémica consigo ya que para dicha temporada los V10 estaban prohibidos y aunque estaban limitados electrónicamente, algunos equipos presentaron quejas contra Toro Rosso.
Vitantonio Liuzzi, conocido por su participación en el equipo principal Red Bull Racing, fue piloto del equipo para su primera temporada, junto a Scott Speed, mientras Neel Jani ocupó el puesto de tercer piloto.
El equipo estaba prácticamente por encima de los otros equipos debutantes (Midland y Super Aguri), superándolos habitualmente. Sus pilotos acabaron entre los 8 primeros de forma esporádica.
No tardaron mucho en quedar en zona de puntos, pues la primera vez hubiera sido en Australia, en el tercer asalto de la temporada, gracias a Scott Speed. Pero el piloto estadounidense recibió una penalización de 25 segundos, por lo que David Coulthard heredó su 8.ª posición. No fue hasta el Gran Premio de los Estados Unidos de 2006 cuando lograron conseguir su primer punto al situar a Vitantonio Liuzzi en el octavo lugar de la competencia. Fue la única unidad conseguida en la temporada 2006, permitiendo a la escudería ubicarse en 9.º puesto en la clasificación de constructores en su año de debut.

### Temporada 2007: de menos a más

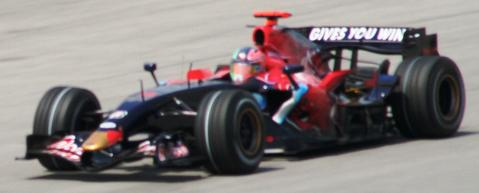
Vitantonio Liuzzi durante el Gran Premio de Malasia de 2007.

Para la temporada 2007, ambos pilotos fueron renovados y el equipo llegó a un acuerdo con la Scuderia Ferrari, transfiriendo el contrato del equipo Red Bull Racing, para usar los motores de la escudería italiana. Además, el chasis STR2 supuso un gran adelanto, ya que es el mismo que usó Red Bull Racing en 2007 pero adaptado al propulsor italiano. Sin embargo, la primera mitad de la temporada fue bastante difícil, con numerosos abandonos.
A partir del Gran Premio de Hungría de 2007, Sebastian Vettel reemplazó a Scott Speed por su bajo rendimiento. Asimismo, en agosto de 2007, Sébastien Bourdais fue nombrado el compañero de Vettel para la temporada 2008.
Tras unas pobres carreras, la escudería completó una carrera de ensueño en el Gran Premio de China de 2007, donde Sebastian Vettel finalizó 4.º y Vitantonio Liuzzi 6.º, consiguiendo 8 puntos para el equipo de una tacada. También era el mejor resultado en Fórmula 1 para ambos pilotos después del desastre del Gran Premio de Japón, donde Sebastian tuvo un accidente con el Red Bull de Mark Webber bajo condiciones de coche de seguridad, cuando corrían en 2.º y en 3.º puesto; mientras Vitantonio Liuzzi perdió un punto potencial por adelantar al Spyker de Adrian Sutil para la octava posición bajo banderas amarillas, recibiendo una sanción de tiempo de 25 segundos que le dejó en 9.º puesto. Así, Toro Rosso mejoraba respecto a 2006, acabando 7.º en la clasificación por equipos con 8 puntos.

### Temporada 2008: mejora radical y victoria en Monza
A principios de año, saltaba la noticia de que Dietrich Mateschitz (propietario de la marca Red Bull) quería vender Toro Rosso antes de 2010 debido al cambio de normativa que prohibía los "coches cliente". No obstante, dicha operación no se produjo y actualmente tanto Toro Rosso como Red Bull siguen en sus manos. Toro Rosso comenzaría el 2008 usando el chasis del año pasado, el STR2, con algunas modificaciones.

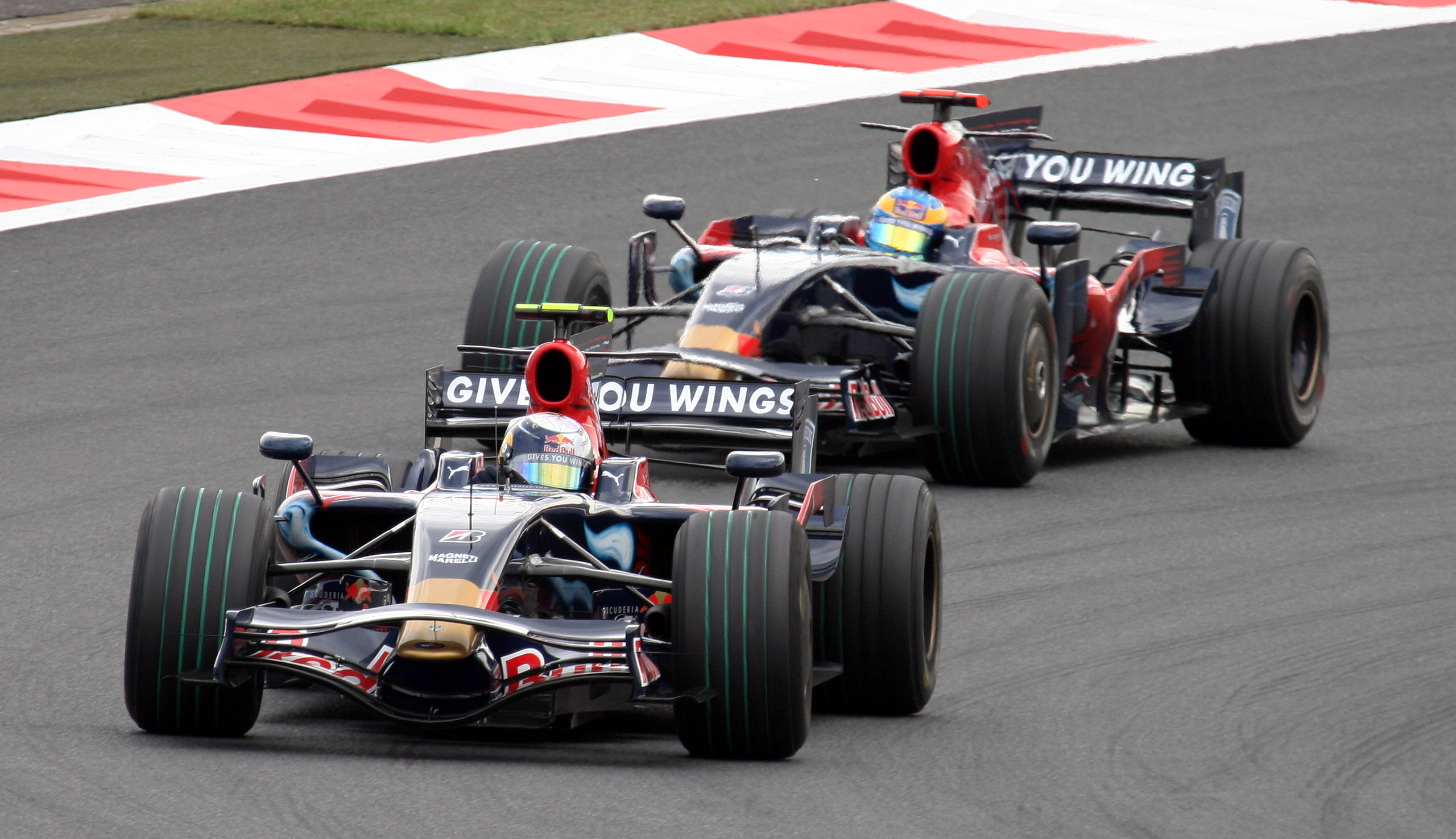
Sebastian Vettel y Sébastien Bourdais durante el Gran Premio de Japón.

En el Gran Premio de Australia, Sebastian Vettel consiguió un 9.º puesto en la parrilla de salida; y en la carrera, Sébastien Bourdais consiguió el 7.º puesto pese a romper el motor a 3 vueltas del final. Posteriormente, en el Gran Premio de Mónaco, donde la escudería estrena el nuevo STR3, Sebastian Vettel alcanza un brillante 5.º puesto; y en la siguiente prueba, el Gran Premio de Canadá, el alemán vuelve a puntuar. El rendimiento del Toro Rosso mejoró en la segunda parte del campeonato. Así, en el Gran Premio de Bélgica, ambos pilotos se clasifican entre los 10 primeros y suman unidades al terminar 5.º y 7.º en carrera. En el Gran Premio de Italia, la escudería italiana vivió un sábado de ensueño, ya que Vettel consiguió la pole; y Bourdais, un genial 4.º puesto. En la carrera, Vettel dominó con autoridad y consiguió la primera victoria para Toro Rosso en un día histórico para el modesto equipo italiano. Posteriormente, el joven alemán obtuvo un 5.º lugar en el Gran Premio de Singapur y un 4.º en la última carrera en Brasil. El equipo acabó en la 6.ª posición en el mundial de constructores, por delante de Red Bull, con 39 puntos en su haber (31 más que los obtenidos en la 2007), en lo que fue su mejor temporada hasta la fecha.
El equipo había llamado la atención del paddock alcanzando la victoria con un presupuesto muy modesto, de modo que al dar este salto de calidad, sus volantes pasaron a ser muy cotizados. A mediados de año se supo que Sebastian Vettel correría en Red Bull la temporada siguiente, aumentando las especulaciones sobre quiénes serían los pilotos de Toro Rosso en 2009. Sébastien Buemi fue el primero en ser confirmado por la escudería, mientras que luego renovaron el contrato a Sébastien Bourdais después de considerar la alternativa de Takuma Satō durante varios tests.

### Temporada 2009: descenso con dos debutantes
2009 arrancaba con un considerable retraso por parte de la escudería para elegir a sus pilotos y presentar su nuevo chasis. Durante la temporada, Buemi y Bourdais no pueden igualar los buenos resultados del año anterior. El equipo mostró un rendimiento aceptable en las primeras carreras, pero luego fue superado por casi todos sus rivales.

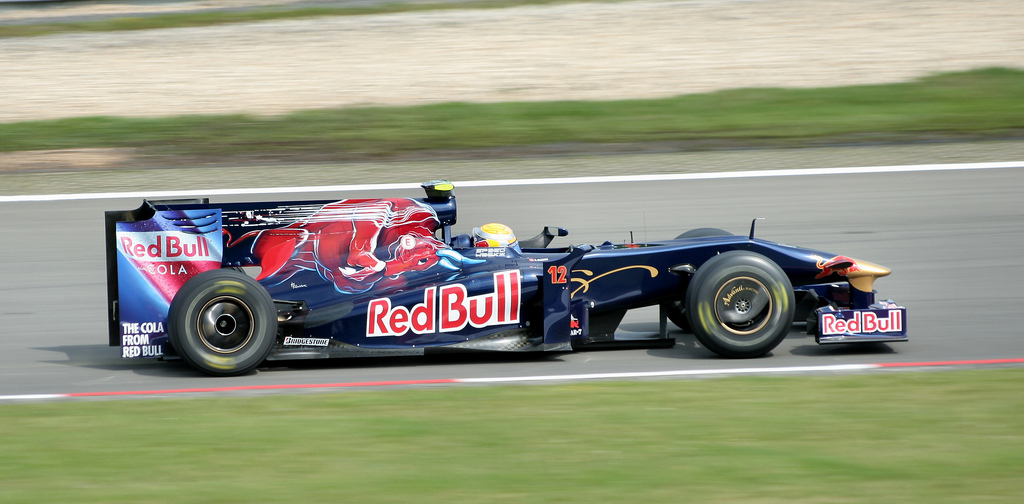
Sébastien Buemi al volante del Toro Rosso en el Gran Premio de Alemania de 2009.

En julio, Bourdais fue despedido por el equipo al "no cumplir las expectativas creadas por el equipo esta temporada", según afirmó Franz Tost, director de la Scuderia Toro Rosso.
El equipo llamó Jaime Alguersuari se convertirá en piloto titular de la escudería italiana junto a Sébastien Buemi a partir del Gran Premio de Hungría. El español sería el piloto más joven en debutar en un Gran Premio de Fórmula 1. Muchos pilotos y gente especializada dudaron de que fuera bueno para el piloto estrenarse en la Fórmula 1 a mitad de temporada debido a que apenas había podido probar un monoplaza de F1, aunque él dijo estar preparado.
Con las mejoras en el STR4 que se implementaron en Hungría, coincidiendo con el debut de Alguersuari, se esperaban mejores resultados, ya que era el paquete aerodinámico que llevaba el Red Bull RB5, que iba 2.º en el campeonato. Sin embargo, esos cambios no produjeron el efecto deseado y el equipo cayó hasta el último puesto en la clasificación.
Buemi consigue clasificar 6.º en Brasil, para finalizar 7.º en carrera. Su compañero Alguersuari también estuvo a punto de pasar a la Q3 si no le hubieran puesto ruedas de lluvia extrema cuando necesitaba las intermedias y quedó el 12.º para finalizar 14.º en carrera. Fue un pequeño salto cualitativo para Toro Rosso en este GP, cerrando el año con una unidad más en Abu Dabi. La escudería de Faenza acusó el importante cambio de la normativa respecto a los monoplazas, la bisoñez de sus pilotos y la prohibición de los entrenamientos durante la temporada, de modo que no pudo eludir la última posición del mundial de constructores.

### Temporada 2010: estancamiento
Ambos pilotos renovaron para una nueva temporada.

El STR5, el monoplaza de Toro Rosso para la temporada 2010, fue el primero diseñado totalmente por la escudería, que dejaba de ser un "equipo cliente de Red Bull y por tanto ya no comparten más el chasis. Sin embargo, el coche consistía en una actualización del Red Bull RB5 de la temporada anterior. La pretemporada los mantuvo siempre en el centro del pelotón, para luchar por los últimos puntos.

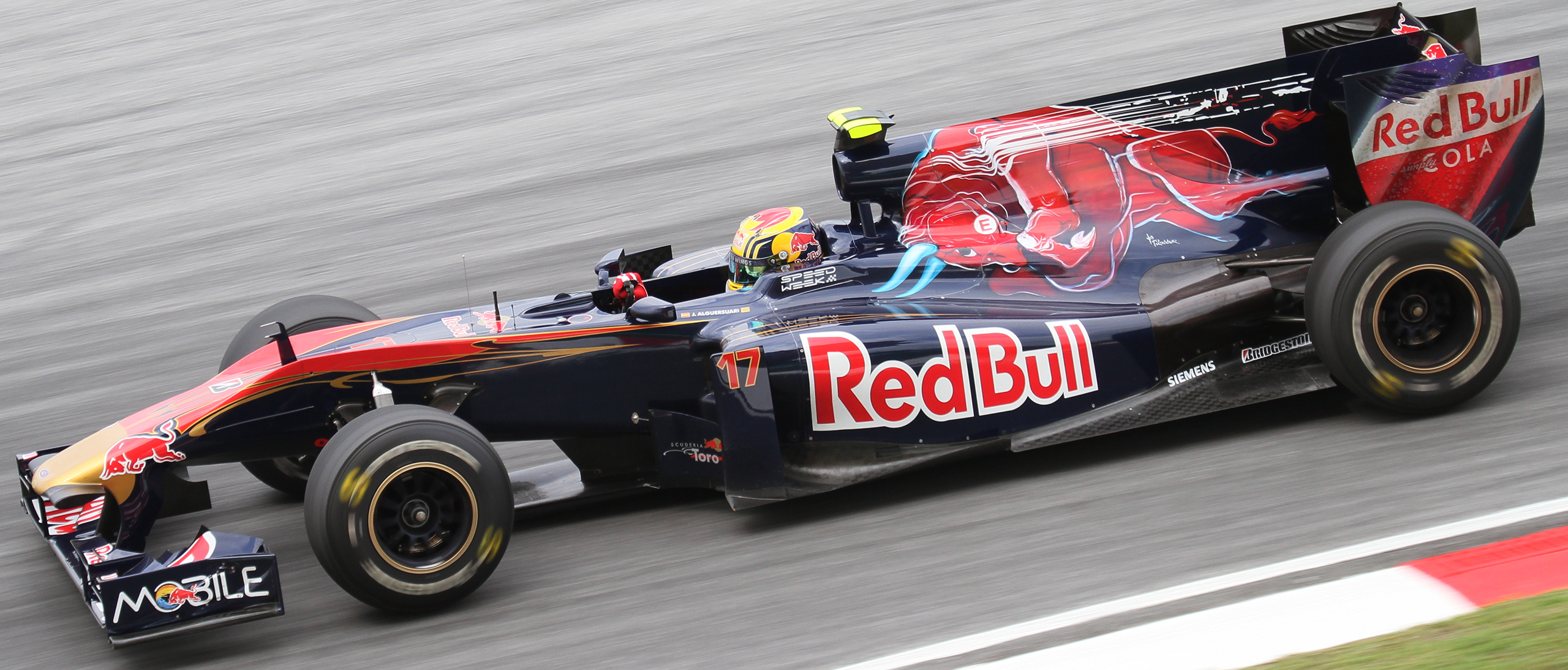
Jaime Alguersuari conduciendo el STR5 durante el Gran Premio de Malasia de 2010.

Para la primera carrera del año (Baréin) completaron una decepcionante sesión de clasificación, con Sébastien Buemi 15.º y Jaime Alguersuari 18.º. En carrera, Jaime remontó varias posiciones y acabó 13, mientras que su compañero no tuvo tanta suerte y trompeó en las últimas vueltas, colocándose 16.º. En la segunda carrera, Buemi debió abandonar, pero Alguersuari realizó una gran carrera aguantando a Michael Schumacher, quien finalmente logró superarle arrebatándole la última posición de puntos (acabó 11.º). En la tercera carrera (Malasia), Jaime Alguersuari realiza una gran carrera, protagonizando varios adelantamientos para acabar 9.º y consiguiendo así sus primeros puntos y los del equipo en la temporada. Buemi solo fue 11.º. En China, Buemi debió retirarse en la primera vuelta por un accidente que provocó Vitantonio Liuzzi y Jaime Alguersuari hizo una gran carrera, estando mucho tiempo en los puntos, pero por la degradación de los neumáticos y una mala estrategia que le obligó a parar hasta 6 veces, sólo logró ser 13.º. En la siguiente prueba, en España, Alguersuari volvió a puntuar tras acabar 10.º, mientras que en Mónaco fue Buemi el que sumó su primer punto. En Canadá y Valencia Buemi suma al acabar 8.º y 9.º y luego de 6 carreras consecutivas sin puntuar, el suizo logró de nuevo regresar a los puntos al acabar 10.º en el GP de Japón. Alguersuari había acabado 10.º en Spa y Monza, pero una sanción le quitó el punto que había sumado en cada prueba. Otra oportunidad que tuvo de puntuar el español fue en Japón, donde rodaba 10.º hasta que un toque con Kamui Kobayashi le hizo entrar a boxes y terminar 11.º. Tras 5 carreras superando a Buemi en clasificación y con tres undécimos puestos consecutivos en carrera, el español consigue acabar en la última prueba 9.º, sumando 2 puntos más. Se cerraba así el año con más puntos que el año pasado, pero de continuar el sistema de puntuación anterior, el equipo sólo habría conseguido un punto.

### Temporada 2011: resurgimiento final

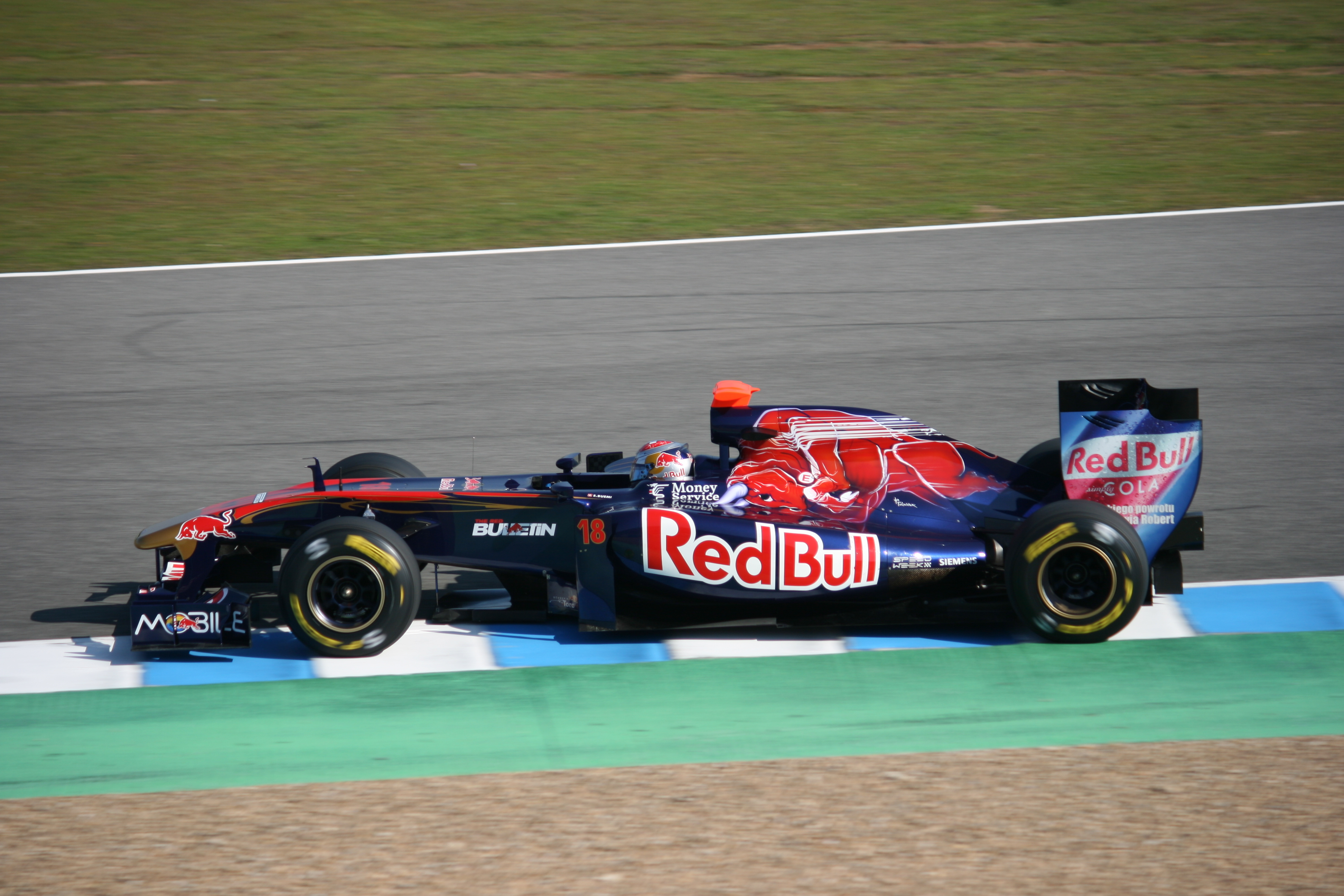
Sébastien Buemi probando el STR6.

En 2011, Toro Rosso empieza las primeras carreras con un rendimiento similar al de la pasada temporada. Sébastien Buemi conseguía algunos puntos en las primeras carreras, pero Jaime Alguersuari tenía serios problemas con la degradación de los neumáticos. Sin embargo, la tendencia se invirtió a partir del GP de Canadá: El piloto catalán fue 8.º tras salir último, resultado que repetiría en Valencia, encontrando así la forma y pasando a ser el hombre fuerte de Toro Rosso durante la segunda mitad del año. En ese mismo período de tiempo llegaron nuevos patrocinadores como Cepsa y las evoluciones al STR6, que supusieron un salto cualitativo. Ante las dificultades de Buemi, Alguersuari se convirtió en la principal baza del equipo italiano en la recta final del campeonato, obteniendo el 100.º punto de la historia del equipo en Corea. Su mejoría le permitió presionar a Sauber por la 7.ª posición en el mundial de constructores, algo que finalmente no conseguirían por solo 3 puntos. A pesar de eso, la escudería de Faenza mejoró notablemente sus prestaciones respecto a 2010, como lo demuestra el hecho de finalizar 8.º con 41 puntos.

### Temporada 2012: más sombras que luces

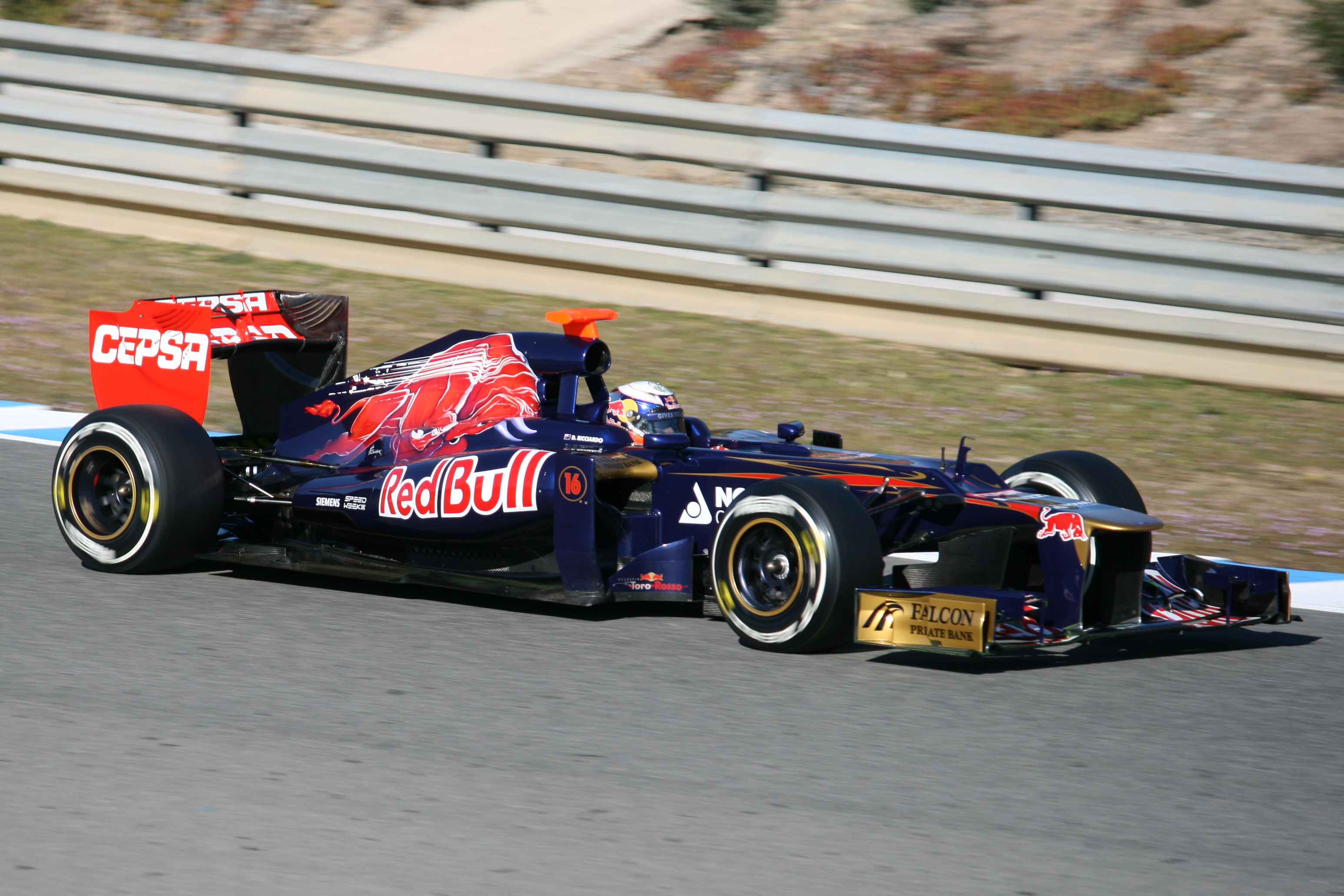
Daniel Ricciardo a bordo del Toro Rosso STR7, durante pruebas.

Toro Rosso afrontaba una nueva temporada con aire fresco en sus filas, ya en diciembre del año anterior contrató a Daniel Ricciardo y Jean-Éric Vergne como nuevos pilotos para 2012.
La escudería de Faenza tuvo un buen inicio de temporada, puntuando en Australia, donde Daniel Ricciardo pudo pasar a la Q3 y Jean-Éric Vergne se quedó a las puertas, y en carrera, el australiano acaba 9.º, mientras que el francés se queda 11.º en su primera carrera. En Malasia demuestran no tener ritmo en la clasificación, pero eso no impidió que el piloto francés consiguiera sus primeros puntos al acabar 8.º, también aprovechando diversos incidentes. Sin embargo, en las siguientes pruebas, el equipo italiano no logra resultados positivos, ya que normalmente solo lograba superar a las escuderías que se crearon en 2010. Ricciardo obtuvo un 6.º puesto en la clasificación del Gran Premio de Baréin, pero no pudo puntuar en carrera. Vergne estuvo en condiciones de puntuar en Mónaco, pero un error en la estrategia le condenó.
La mala racha (9 carreras consecutivas fuera de la zona de puntos) se rompió en el Gran Premio de Bélgica, donde abandonos ajenos ayudan a puntuar con ambos coches por primera vez en casi un año. Poco después, Toro Rosso confirma el fichaje de James Key como nuevo director técnico, sustituyendo al veterano Giorgio Ascanelli (quien formaba parte de la escudería desde abril de 2007), en busca de una mejoría en el monoplaza. En efecto, el rendimiento del Toro Rosso progresó en la parte final del campeonato, especialmente en ritmo de carrera, terminando en los puntos con cierta asiduidad. A pesar de ello, terminó 9.º en constructores con 26 puntos, mostrando un rendimiento peor que en 2011; y sus dos pilotos rayaron a un nivel muy similar, con Daniel Ricciardo siendo más veloz en clasificación y Jean-Éric Vergne obteniendo más puntos en carrera. Que las prestaciones de Toro Rosso no fueron buenas fue algo que afirmó el dueño del equipo.

### Temporada 2013: pequeño salto de calidad
Toro Rosso renovó tanto al australiano como al francés. Con el nuevo STR8 diseñado por James Key, la escudería pretende alcanzar el sexto puesto en el mundial de constructores.
Empezando la temporada, en Australia no tuvieron una clasificación negativa, donde Jean-Éric Vergne podría haber pasado a la Q3 de no ser por un error de equipo. En carrera tuvieron un ritmo algo esperado. El francés acabó 12.º, cerca de los puntos, mientras que Daniel Ricciardo tuvo una mala salida, hasta que acabaría abandonando.
En la siguiente carrera, que se celebró en Malasia fueron menos rápidos que en Australia, pues el piloto francés no pudo entrar a la Q2, y el australiano clasificó en un aceptable 13.º. En carrera, Ricciardo acaba abandonando, mientras que el francés acabó 10.º y el equipo lograría la primera unidad del año.

Después tres semanas, en China, Ricciardo logra una bien merecida 7.ª posición, clasificando por delante de rivales directos. Pero Jean-Éric Vergne no tiene el mismo ritmo y solo consigue una decepcionante 16.ª posición si tenemos en cuenta el ritmo de su compañero. En carrera, el piloto australiano tiene problemas y hace su primera parada precipitada, pero regresa con un gran ritmo para finalmente, acabar en una meritoria 7.ª posición, sumando 6 puntos a ambos casilleros (del equipo y del propio piloto). Pero, para Vergne nada es lo mismo. Tuvo un toque con Mark Webber, lo que le hizo perder tiempo. Al final acaba 12.º.

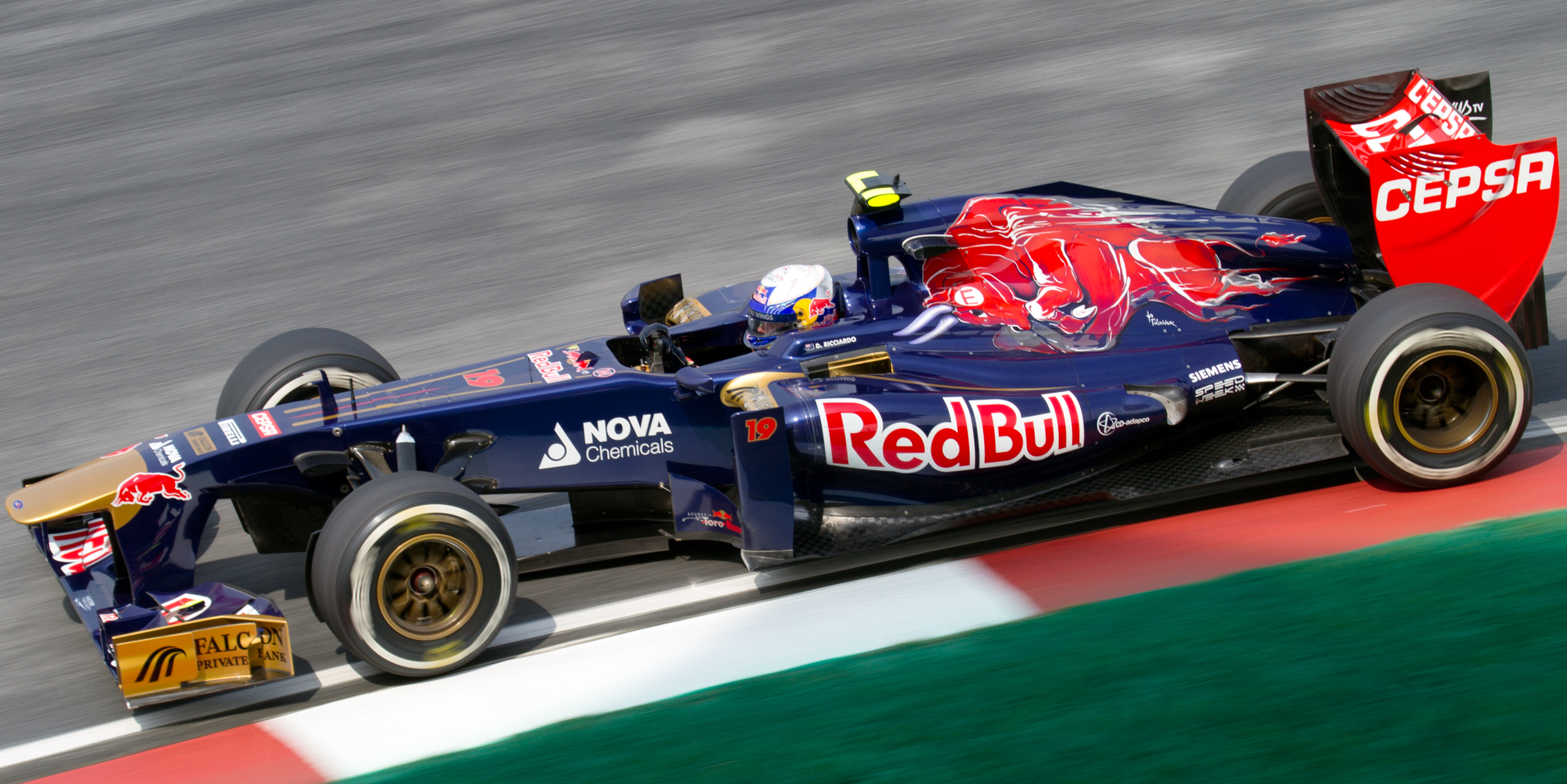
Daniel Ricciardo pilotando el Toro Rosso STR8.

Para Baréin, las expectativas de la escudería eran altas, puesto que se imaginaban que serían tan rápidos como en la pasada carrera, pero no se cumplieron sus deseos. En clasificación, demuestran un ritmo aceptable, con Daniel Ricciardo en 13.ª posición y Jean-Éric Vergne en la 16.ª. En carrera las cosas funcionan aún peor. El francés tiene que abandonar en la vuelta 16 y el australiano acaba en una muy decepcionante 16.ª posición, llegando a ser doblado. Salieron de Baréin sin ningún punto logrado.
Tras este irregular comienzo, llega la quinta fecha del campeonato, en territorio europeo, el GP de España. Toro Rosso introduce importantes actualizaciones en su monoplaza para mejorar y ponerse a la altura de Force India (5.ª con 26 puntos) y de McLaren (6.ª con 23 puntos): En los entrenamientos, Vergne logra tiempos muy parejos a ellos, acabando en el 'top ten'. En clasificación demuestran tener ritmo, pero no el suficiente como para poder pasar el corte. Ricciardo se clasifica en 11.ª posición y Vergne en 12.ª posición. El equipo esperaba más el sábado debido al ritmo que tuvieron el viernes. En carrera, el equipo no tuvo un buen comienzo, pero el piloto australiano fue cogiendo ritmo a medida que avanzaban las vueltas, hasta ponerse a la altura de Sergio Pérez, pero en las últimas vueltas el ritmo desfalleció, hasta caer a la 10.ª posición, donde se las tuvo que arreglar para que no le pasara Esteban Gutiérrez. Al final, el piloto mexicano no lo consigue y el australiano acaba 10.º. Por otra parte, Jean-Éric Vergne tuvo diversos incidentes en pista y un pinchazo final acabó con su carrera. Toro Rosso se llevó un punto que dejó un buen sabor de boca.
La escudería llegó a Montecarlo con ganas de sumar puntos. En clasificación el francés logran entrar en Q3 para ser 10.º, mientras que el australiano se queda a las puertas calificando 12.º. En carrera el francés mantiene su posición (10.ª) a diferencia del australiano que pierde una posición en la salida. La cosa para él no mejora y a poco de acabar la carrera, Romain Grosjean colisiona con el piloto de Toro Rosso, dejándolo fuera de la carrera. Por su parte, Jean-Éric Vergne logra acabar 8.ª gracias al abandono de Sergio Pérez y a los problemas de Kimi Räikkönen, sumando 4 valiosos puntos.
Llegando a la primera cita del mes de junio, fuera de Europa, en Canadá, el equipo italiano logra meter a los dos coches en Q3, con Vergne en 7.ª posición y Ricciardo en la 10.ª. En carrera, el francés logra adelantar a Valtteri Bottas (que salía 3.º) para acabar en una impecable 6.ª posición y sumar 8 puntos. Pero no es lo mismo para al piloto australiano, que perdió ritmo durante la carrera para acabar en una pobre 15.ª posición.
En Silverstone, el equipo logra liderar los primeros libres (donde solo marcaron tiempo 11 pilotos). En clasificación Ricciardo logra una meritoria 6.ª posición, que se convierte en 5.ª gracias a la penalización de Paul di Resta. Vergne no logra pasar de Q2 y solo es 13.º. En carrera el australiano pierde algunas posiciones en salida aunque con los incidentes recupera tales posiciones, pero al final de la carrera el piloto pierde ritmo para acabar 8.º. Peor suerte tuvo el francés que se vio involucrado en el incidente de Pirelli al estallar su neumático trasero izquierdo. Con ello quedó el coche lo suficiente dañado como para tener que abandonar. La escudería solo se llevó 4 puntos, que supieron a poco después del gran ritmo que tuvieron en todo el fin de semana.
En el GP de Alemania, Daniel Ricciardo logra clasificarse sexto, mientras su compañero fue 16.º. Este termina 12.º en carrera tras una floja actuación, y su coequipero tuvo otra vez que retirarse por avería. Así, tras varios GGPP en forma, el equipo rompe su racha de 4 carreras consecutivas puntuando, situación que se repite en Hungría. Pero en Spa volvieron a sumar (10.º puesto de Ricciardo) a pesar de un fallo estratégico en clasificación que les dejó en las últimas posiciones.
Toro Rosso volvió a realizar una sólida actuación en Italia, su carrera de casa; donde, pese a una avería en el coche de Jean-Éric Vergne, Daniel Ricciardo terminó en 7.ª plaza. En el GP de Singapur, los pilotos desperdiciaron buenas posiciones en parrilla con una mala salida y acabaron con un abandono y un 14.º puesto. Parecía que regresaban al buen camino en Corea, pero en las últimas vueltas ambos coches sufrieron problemas mecánicos y tuvieron que abandonar, viéndose superados por los Sauber. Dos puntos más obtenidos por el australiano en la India y en Brasil fueron insuficientes para recuperar el 7.º puesto del mundial, de modo que Toro Rosso finaliza en la octava ubicación con 33 unidades en su casillero, mejorando un poco respecto al 2012 pero menos de lo que creían en pretemporada.

### Temporada 2014
Para esta nueva temporada, la scuderia pasó a utilizar motores Renault, siendo este su tercer motorista después de cambiar de Cosworth a Ferrari en 2007. Tras la promoción de Daniel Ricciardo a Red Bull, Daniil Kvyat fue llamado para ser el coequipero de Jean-Éric Vergne.

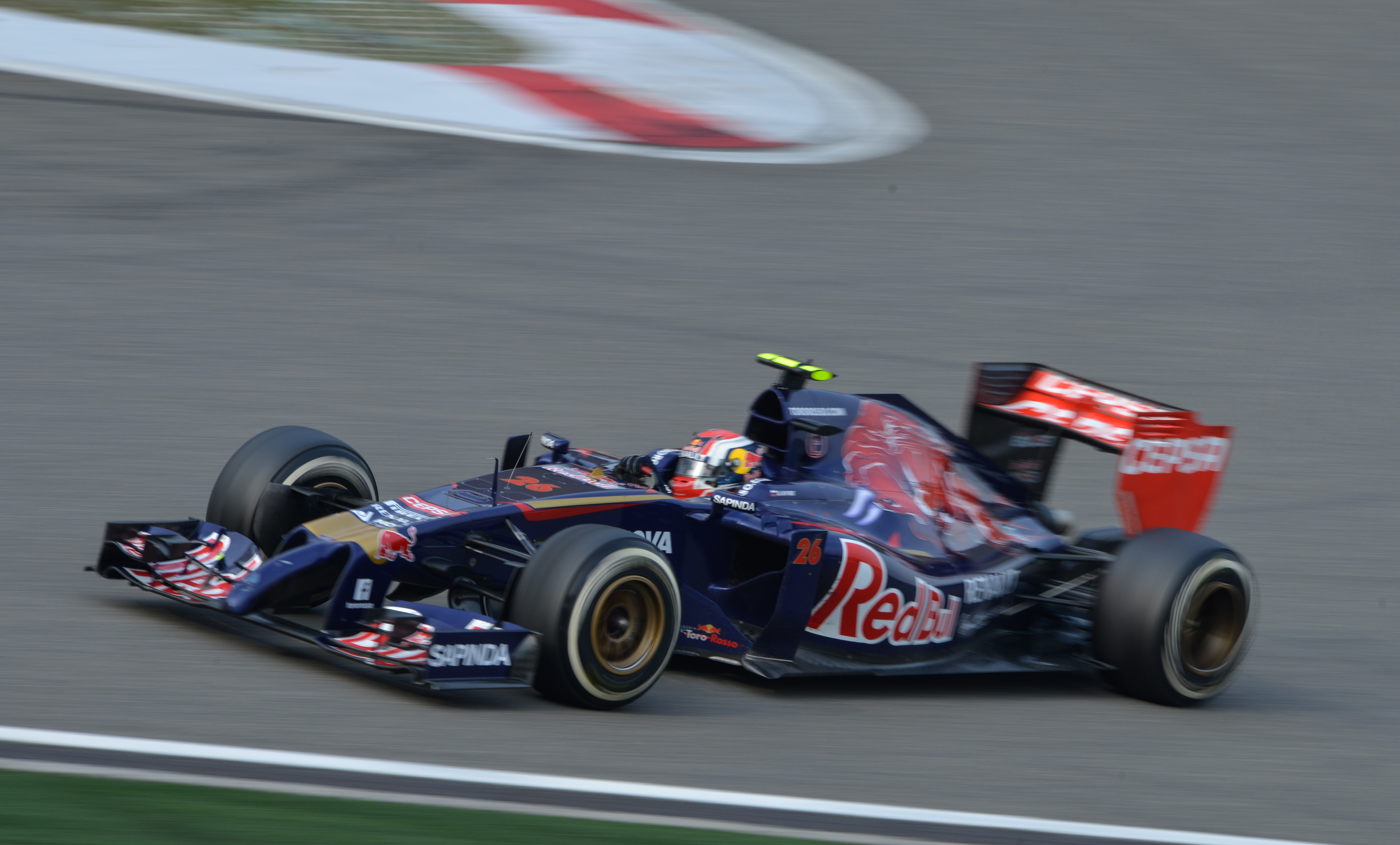
Daniil Kvyat a bordo del Toro Rosso STR9.

El comienzo de una nueva temporada fue positivo para el equipo, logrando puntuar con sus dos hombres en la primera carrera en Australia, mientras que en Malasia y China vuelve a sumar otro punto gracias a Daniil Kvyat. Pero en las siguientes pruebas sufren numerosos abandonos que les impiden continuar con esa racha, si bien pueden obtener buenos resultados cuando no tienen esos problemas mecánicos (así, Kvyat terminó 9.º en Silverstone y Vergne fue 8.º en Canadá y 9.º en Hungría). En la segunda parte de la temporada, Toro Rosso mejora en fiabilidad; y en el GP de Singapur, Vergne logra el mejor resultado del año para el equipo, un 6.º puesto, gracias a una estrategia alternativa que le hizo ganar muchas posiciones en las últimas vueltas. El piloto francés obtendría 3 puntos más en las pruebas restantes, insuficientes para progresar más allá del 7.º puesto del campeonato. Así, aunque Toro Rosso sumó menos puntos que el año precedente (30 por 33), escaló un lugar en el mundial de constructores.

### Temporada 2015
El piloto ruso tenía contrato con Toro Rosso en 2015 y con un nuevo compañero, el jovencísimo Max Verstappen. Sin embargo, Red Bull comunicó en octubre la marcha de Sebastian Vettel a final de temporada, asiento que ocuparía Kvyat, lo cual dejaba una vacante en Toro Rosso. Esta fue cubierta por Carlos Sainz Jr.. El español, de apenas 20 años; y el neerlandés, de 17, formaron la pareja de pilotos más jóvenes de la historia del campeonato. El equipo tenía grandes esperanzas puestas en el STR10 y aspiraba a luchar por ser la 5.ª mejor escudería.
El equipo comenzó el año 2015 sumando dos puntos en Australia gracias a Carlos Sainz Jr., pese a sufrir un pit stop muy lento, mientras que Max Verstappen tuvo que abandonar por problemas de motor. En Malasia, ambos pilotos terminaron en la zona de puntos; pero en las dos siguientes carreras tuvieron más fallos de fiabilidad y se marcharon de vacío. Volvieron a sumar más unidades gracias al español, que hizo dos grandes carreras remontando posiciones para terminar 9.º en Barcelona y 10.º en Montecarlo. Por su parte, Verstappen regresó a los puntos en Austria, y logró el mejor resultado del equipo desde 2008 al terminar 4.º en el GP de Hungría. El piloto neerlandés consiguió encadenar seis carreras consecutivas puntuando.
Finalmente, Toro Rosso concluyó la temporada con 67 puntos, más del doble de los conseguidos el año anterior, pero que no le sirvieron para mejorar la 7.ª posición del campeonato que también consiguieron en 2014. A pesar de esto, esta fue la mejor temporada del equipo desde 2008, y la mejor desde que usan su propio chasis.

### Temporada 2016
En 2016, Toro Rosso contó con los mismos pilotos, Carlos Sainz Jr. y Max Verstappen, y volvió a usar motores Ferrari, pero del año 2015. Después del GP de Rusia, Max Verstappen sustituyó a Daniil Kvyat en Red Bull Racing, al tiempo que el ruso regresaba a Toro Rosso para el resto de la temporada. El equipo italiano finalizó la temporada repitiendo el 7.º puesto del mundial de constructores.

### Temporada 2017

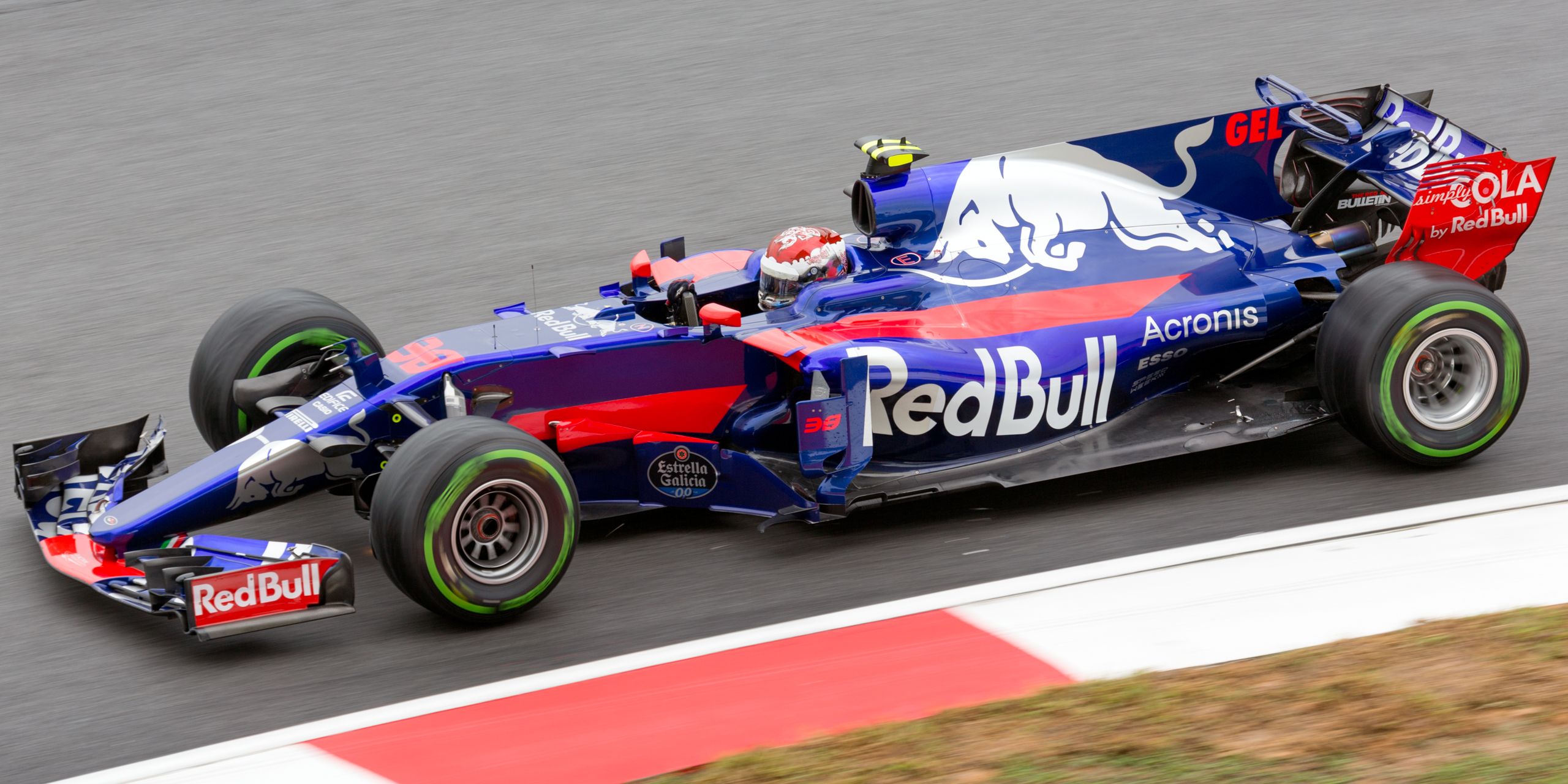
Para 2017, Toro Rosso renovó los colores de sus monoplazas.

Toro Rosso pasó a ser impulsado por Renault (aunque los motores llevaron el nombre de «Toro Rosso»), con contrato de dos temporadas. Sin embargo, en el GP de Singapur, se oficializó que el equipo usaría motores Honda a partir de 2018. Concluyó la temporada siendo séptima en el campeonato por cuarto año consecutivo, a pesar de haber igualado el 2.º mejor resultado de su historia en un GP (Sainz fue 4.º en Singapur), ya que Daniil Kvyat solo pudo sumar 5 puntos en todo el año. El ruso fue relegado y el español marchó a Renault a falta de varias carreras, por lo que esos asientos fueron usados por los dos pilotos que correrían la temporada siguiente completa.

### Temporada 2018
Pierre Gasly y Brendon Hartley fueron los pilotos del equipo de Faenza en 2018, pero este último no rindió al nivel esperado, lo que sumado a ciertas dificultades con el cambio a los propulsores Honda llevó al equipo a la 9.ª y penúltima posición del campeonato de constructores. El equipo consiguió otro 4.º puesto este año, esta vez en Baréin, gracias a Pierre Gasly, pero sus 29 puntos contrastaron con los 4 que obtuvo Hartley.

### Temporada 2019
Daniil Kvyat regresó a la F1 en 2019 con Toro Rosso y el tailandés Alexander Albon hizo su debut. El equipo sumó regularmente en las primeras carreras de año, pero en Alemania, el piloto ruso logró el segundo podio de la historia de Toro Rosso; fue tercero detrás de Verstappen y Vettel. Tras esa carrera, el equipo quedó quinto en el campeonato y Kvyat noveno. Previo a Bélgica, Albon subió a Red Bull y Gasly bajó a Toro Rosso. El francés obtuvo puntos regularmente con este equipo, y en el GP de Brasil finalizó segundo, logrando así su primer podio y el tercero de Toro Rosso en F1. Luego de este resultado, el equipo se encuentra repitiendo la mejor posición obtenida en el Campeonato de Constructores en su historia, sexto, y a menos de diez puntos del quinto. Pero tras Daniil Kvyat solo terminar noveno en el GP de Abu Dabi, y Pierre Gasly terminar décimo octavo por un toque con Lance Stroll en la primera vuelta, no fue suficiente para alcanzar el quinto lugar en el mundial de constructores.

## Monoplazas
La siguiente galería muestra los diferentes modelos utilizados por Toro Rosso en Fórmula 1.
|                        |
| Toro Rosso STR1 (2006) |

|                        |
| Toro Rosso STR2 (2007) |

|                        |
| Toro Rosso STR3 (2008) |

|                        |
| Toro Rosso STR4 (2009) |

|                        |
| Toro Rosso STR5 (2010) |

|                        |
| Toro Rosso STR6 (2011) |

|                        |
| Toro Rosso STR7 (2012) |

|                        |
| Toro Rosso STR8 (2013) |

|                        |
| Toro Rosso STR9 (2014) |

|                         |
| Toro Rosso STR10 (2015) |

|                         |
| Toro Rosso STR11 (2016) |

|                         |
| Toro Rosso STR12 (2017) |

|                         |
| Toro Rosso STR13 (2018) |

|                         |
| Toro Rosso STR14 (2019) |

## Resultados

### Pilotos
| Pilotos            | Carreras | Victorias | Poles | VR | Podios | Puntos | Títulos |
| ------------------ | -------- | --------- | ----- | -- | ------ | ------ | ------- |
| Daniil Kvyat       | 72       | 0         | 0     | 1  | 1      | 54     | 0       |
| Jean-Éric Vergne   | 58       | 0         | 0     | 0  | 0      | 51     | 0       |
| Carlos Sainz Jr.   | 56       | 0         | 0     | 0  | 0      | 112    | 0       |
| Sébastien Buemi    | 55       | 0         | 0     | 0  | 0      | 29     | 0       |
| Jaime Alguersuari  | 46       | 0         | 0     | 0  | 0      | 31     | 0       |
| Daniel Ricciardo   | 39       | 0         | 0     | 0  | 0      | 30     | 0       |
| Vitantonio Liuzzi  | 35       | 0         | 0     | 0  | 0      | 4      | 0       |
| Pierre Gasly       | 35       | 0         | 0     | 0  | 1      | 61     | 0       |
| Scott Speed        | 28       | 0         | 0     | 0  | 0      | 0      | 0       |
| Sébastien Bourdais | 27       | 0         | 0     | 0  | 0      | 6      | 0       |
| Sebastian Vettel   | 25       | 1         | 1     | 0  | 1      | 40     | 0       |
| Brendon Hartley    | 25       | 0         | 0     | 0  | 0      | 4      | 0       |
| Max Verstappen     | 23       | 0         | 0     | 0  | 0      | 62     | 0       |
| Alexander Albon    | 12       | 0         | 0     | 0  | 0      | 16     | 0       |
| Fuente:            |          |           |       |    |        |        |         |